# Nomada luteopicta
Nomada luteopicta är en biart som beskrevs av Cockerell 1905. Nomada luteopicta ingår i släktet gökbin, och familjen långtungebin. Inga underarter finns listade i Catalogue of Life.